# 6e conseil des ministres du Canada

Le 6e conseil des ministres du Canada fut formé du cabinet durant le gouvernement de Mackenzie Bowell. Ce conseil fut en place du 21 décembre 1894 au 27 avril 1896, soit durant la dernière année de la 7e législature. Ce gouvernement fut formé par l'ancien Parti conservateur du Canada.

## Conseils des ministres et membre du cabinet
- Premier ministre du Canada

1. 1894-1896 Mackenzie Bowell

- Surintendant général des Affaires indiennes

1. 1894-1896 Thomas Mayne Daly

- Ministre de l'Agriculture

1. 1894-1895 Auguste-Réal Angers (Sénateur)
2. 1895-1895 Joseph Aldéric Ouimet (Intérim)
3. 1895-1896 Walter Humphries Montague
4. 1896-1896 Donald Ferguson (Sénateur)
5. 1896-1896 Walter Humphries Montague

- Ministre des Chemins de fer et Canaux

1. 1894-1896 John Graham Haggart
2. 1896-1896 Joseph Aldéric Ouimet (Intérim)
3. 1896-1896 John Graham Haggart

- Ministre du Commerce

1. 1894-1896 William Bullock Ives
2. 1896-1896 John Costigan (Intérim)
3. 1896-1896 William Bullock Ives

- Président du Conseil privé

1. 1894-1896 Mackenzie Bowell (Sénateur)

- Ministre des Douanes

1. 1895-1896 John Fisher Wood
2. 1896-1896 Frank Smith (Sénateur)
3. 1896-1896 John Fisher Wood

- Ministre des Finances et Receveur général

1. 1894-1896 George Eulas Foster
2. 1896-1896 Mackenzie Bowell (Intérim)
3. 1896-1896 George Eulas Foster

- Ministre de l'Intérieur

1. 1894-1896 Thomas Mayne Daly

- Ministre de la Justice et procureur général du Canada

1. 1894-1896 Charles Hibbert Tupper
2. 1896-1896 Thomas Mayne Daly
3. 1896-1896 Arthur Rupert Dickey

- Ministre de la Marine et des Pêcheries

1. 1894-1896 John Costigan

- Ministre de la Milice et de la Défense

1. 1894-1895 James Colebrooke Patterson
2. 1895-1896 Arthur Rupert Dickey
3. 1896-1896 Mackenzie Bowell (Sénateur)
4. 1896-1896 Alphonse Desjardins (Sénateur)

- Ministre des Postes

1. 1894-1896 Adolphe-Philippe Caron

- Ministre sans portefeuille

1. 1894-1895 Walter Humphries Montague
2. 1894-1896 Frank Smith (Sénateur)
3. 1895-1896 Donald Ferguson (Sénateur)
4. 1895-1895 James Colebrooke Patterson

- Ministre du Revenu intérieur

1. 1895-1896 Edward Gawler Prior

- Secrétaire d'État du Canada

1. 1894-1895 Arthur Rupert Dickey
2. 1895-1895 Walter Humphries Montague
3. 1895-1895 Vacant
4. 1895-1896 Joseph Aldéric Ouimet (Intérim)
5. 1896-1896 Thomas Mayne Daly (Intérim)
6. 1896-1896 Charles Hibbert Tupper

- Ministre des Travaux publics

1. 1894-1896 Joseph Aldéric Ouimet

## Non-membres du Cabinet
- Commissaire des Douanes

1. 1894-1895 Nathaniel Clarke Wallace
2. 1895-1895 John Fisher Wood (Intérim)
3. 1895-1895 John Fisher Wood

- Commissaire du Revenu intérieur

1. 1894-1895 John Fisher Wood

- Solliciteur général du Canada

1. 1894-1895 John Joseph Curran
2. 1895-1896 Vacant